# St. Margarethen (Gröde)

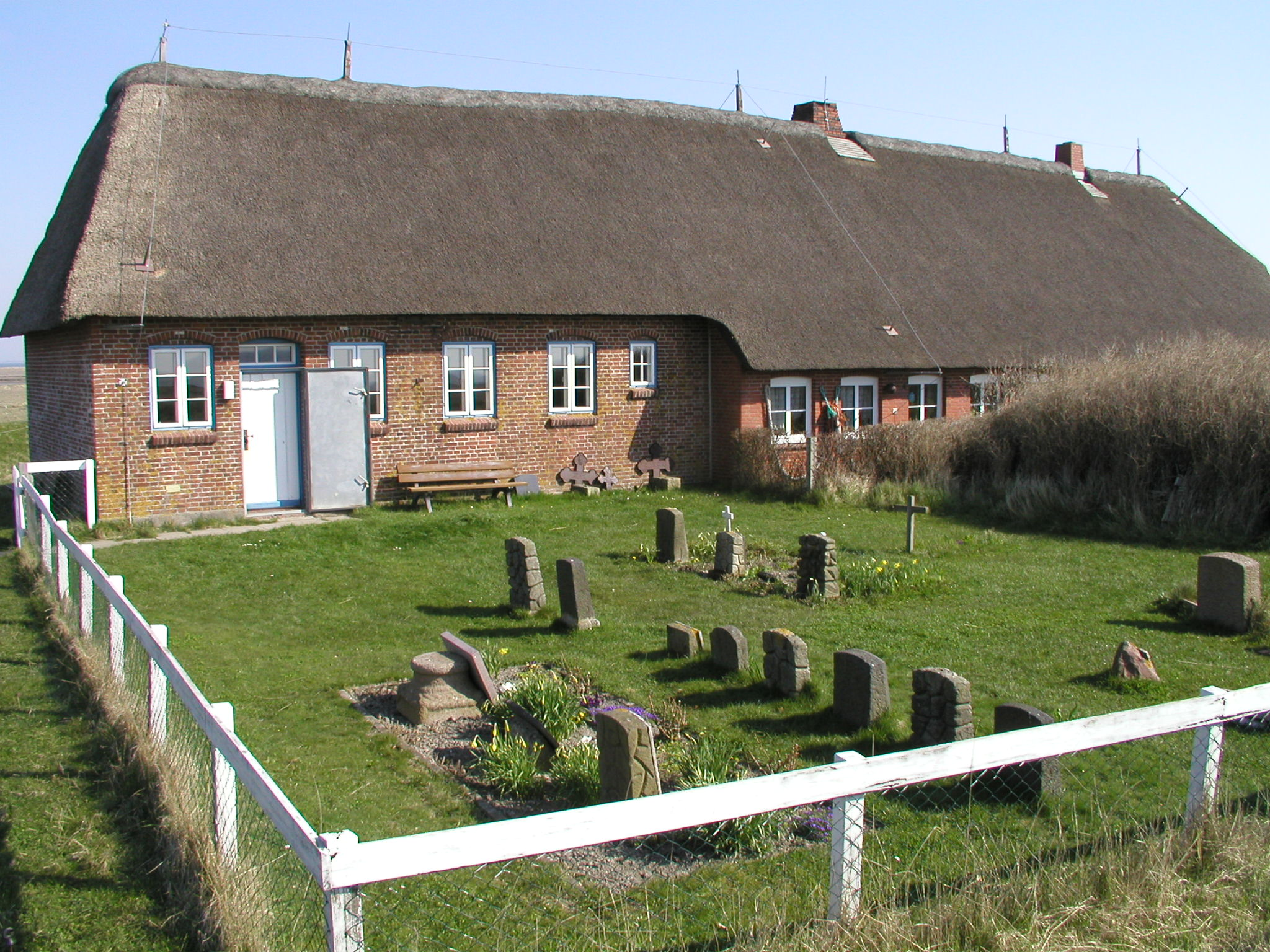
Halligkirche St. Margarethen, Gebäudeteil auf der linken Seite

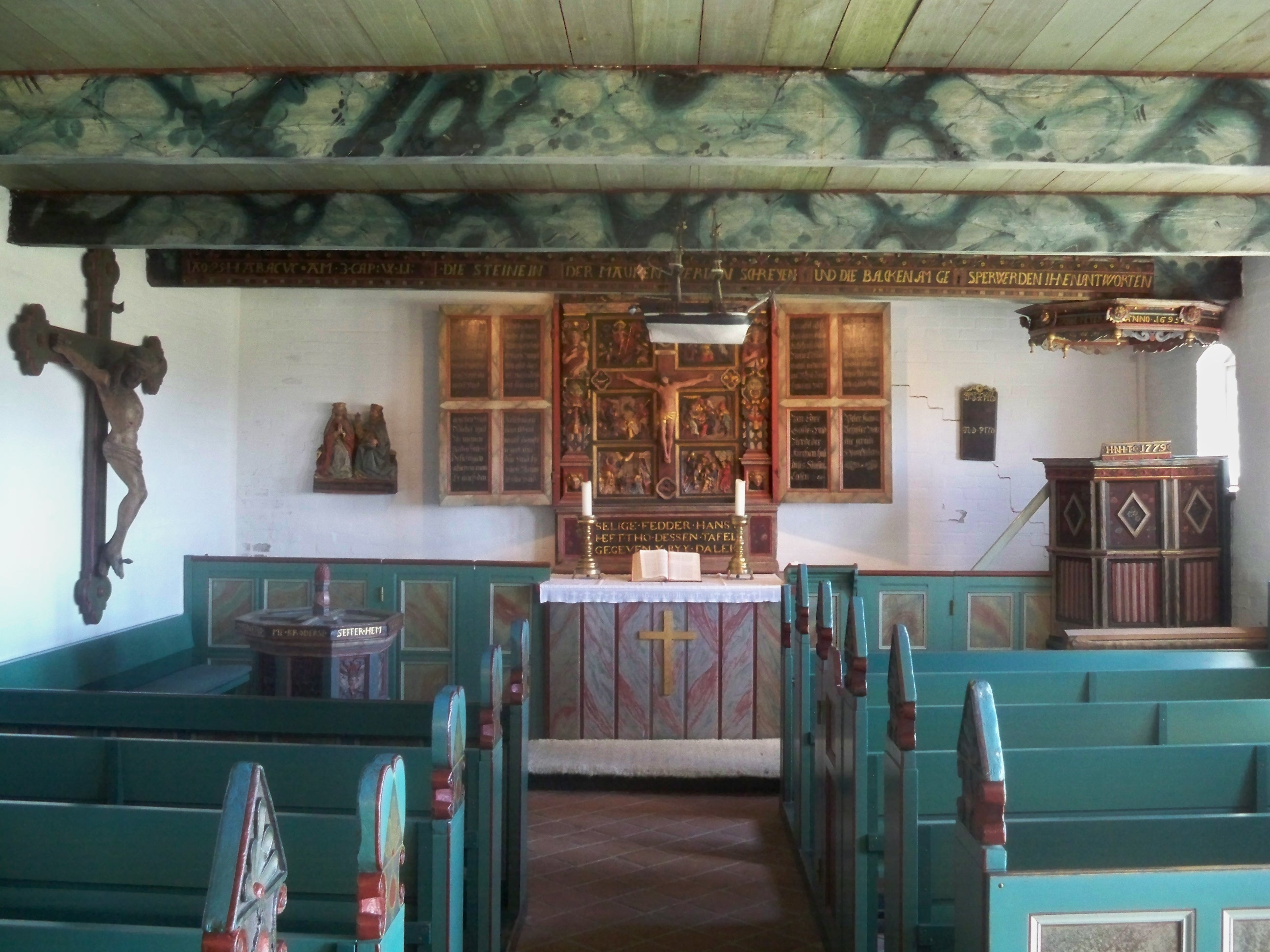
St. Margarethen, Blick auf den Altar

Die evangelisch-lutherische Halligkirche St. Margarethen ist ein Kirchengebäude auf der Hallig Gröde in Schleswig-Holstein. Das Gebäude steht allein auf der Kirchwarft inmitten des alten Friedhofes, es beinhaltet außer dem Kirchenraum die Schule und die Lehrerdienstwohnung (früher Pastorat). Die eigenständige Gemeinde gehört zur Evangelisch-lutherischen Nordkirche.

## Geschichte
Die Kirche hatte mindestens sechs Vorgängerkirchen, die verschiedenen Sturmfluten zum Opfer fielen. In der Zweiten Marcellusflut 1362 wurde die erste bekannte Gröder Kirche zerstört. Die zweite Kirche stand bis 1615, die dritte wurde zehn Jahre später zerstört. In der Burchardiflut wurde 1634 die vierte Kirche vernichtet, die fünfte Kirche wurde 1717 durch eine umstürzende Windmühle beschädigt und in der Neujahrsflut 1721 zerstört. Nach der Erhöhung der Warft wurde 1721 eine weitere Kirche errichtet, die 1751 in einer Sturmflut beschädigt wurde, jedoch repariert werden konnte. Als das Halligufer näher an die Kirche heranrückte, baute man 1779 auf der heutigen Kirchwarft das jetzige, mit einem Reetdach gedeckte Gebäude, das auch die Wohnung des Pastors und den Schulraum umfasst. Bei der Halligflut 1825 stürzte das Haus teilweise ein, konnte aber wieder aufgebaut werden. An diese Flut erinnert die Aufschrift auf dem Deckenbalken über dem Altar: „ANNO 25. HABACUC AM 3. CAP: VX.II: DIE STEINE IN DER MAUREN WERDEN SCHREYEN UND DIE BALCKEN AM GESPER WERDEN IHNEN ANTWORTEN.“
Die Schule ist seit 2012 geschlossen, da es auf Gröde keine schulpflichtigen Kinder gibt.

## Ausstattung

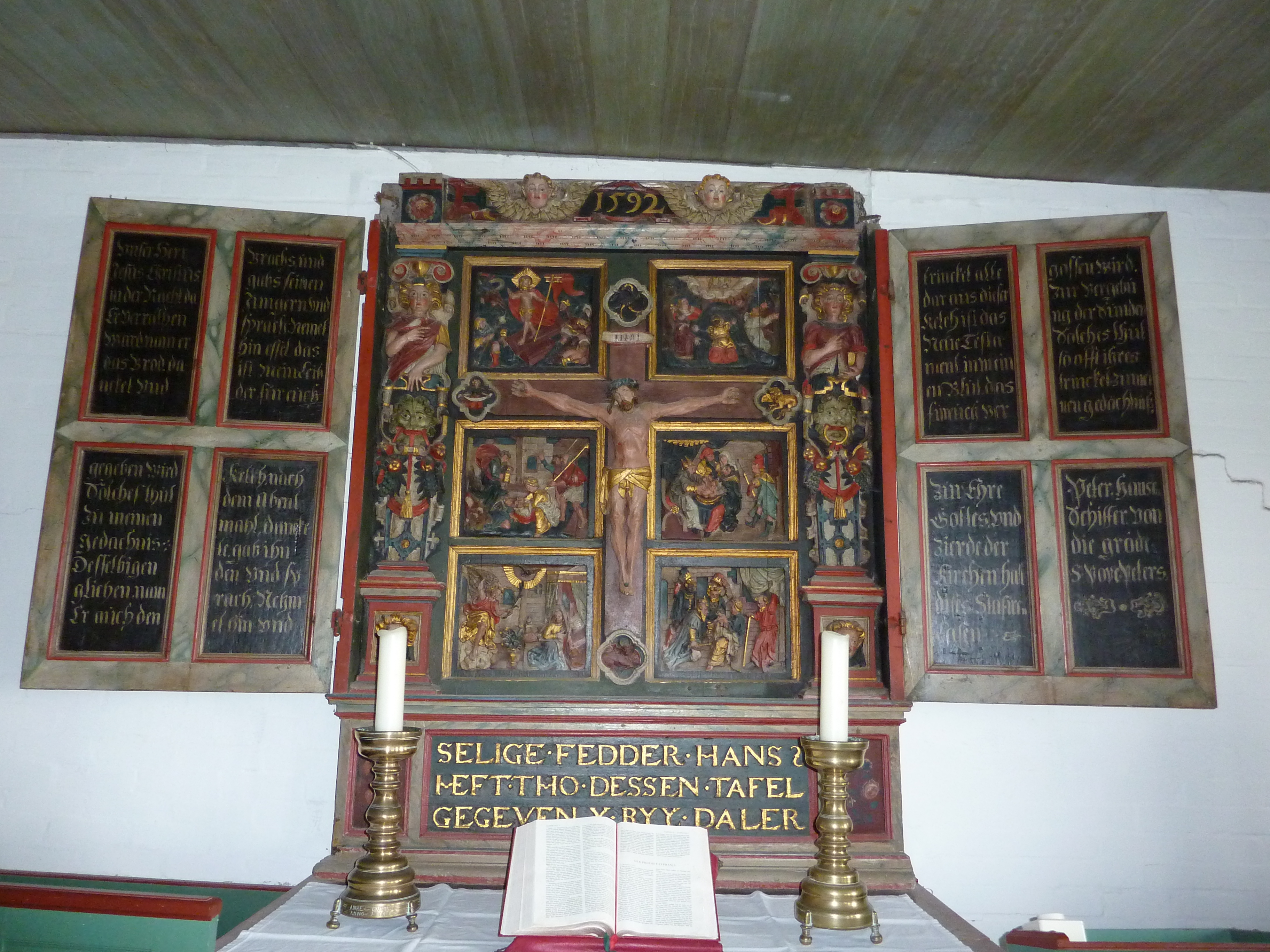
Der historische Klappaltar mit Darstellungen des Lebens Jesu

- Der Altar von 1592 ist im Stil der Renaissance gehalten. Der Schrein zeigt im Zentrum das Kruzifix, umgeben von der in sechs Reliefs dargestellten Lebensgeschichte Jesu. Die Flügel sind mit den Einsetzungsworten, wie sie bei der Abendmahlsfeier gesprochen werden, beschriftet. Die Namen der Stifter sind in der Predella und in den unteren Feldern des rechten Flügels festgehalten.
- Die Kanzel stammt aus dem 16. Jahrhundert und wurde 1695 durch einen Kanzeldeckel ergänzt. Das Lesepult an der Kanzelbrüstung stammt von 1779.
- Die achteckige Kuppa des hölzernen Taufbeckens stammt ebenfalls aus dem 16. Jahrhundert und ist mit Reliefs geschmückt. Ein schlichter Taufdeckel von 1705 schützte das Taufwasser vor Verunreinigungen.
- Der Kruzifixus am an der Nordwand aufgehängten Triumphkreuz stammt aus der Zeit um 1470 und ist damit das älteste Ausstattungsstück der Kirche. 1957 wurde die ursprünglich farbig gefasste,[5] qualitätvolle Schnitzfigur abgebeizt und an einem neuen Brettkreuz befestigt.[6]
- Ebenfalls vorreformatorisch ist eine im letzten Viertel des 15. Jahrhunderts hergestellte gotische Schnitzarbeit, die links vom Altar hängt. Sie zeigt Maria als Himmelskönigin neben dem Pantokrator thronend und Fürbitte für die Menschheit leistend. Die Sockelinschrift verweist auf eine Erneuerung der Farbfassung 1694. Das Relief war vermutlich Mittelstück eines kleinen Flügelaltars.[7]
- Das Epitaphgemälde des 1666 nach mehr als 50 Dienstjahren verstorbenen Pastors Petrus Liebenberg zeigt neben Porträts von ihm und seiner Frau eine Darstellung des Jüngsten Gerichts.
- Eine Schnitztafel erinnert an die 1625 und 1634 zerstörten Kirchen und gilt wie zwei geschnitzte Epitaphe als bemerkenswertes Zeugnis der Schnitzkunst.[8]
- Das Gestühl stammt aus der Erbauungszeit der Kirche 1780.

## Gemeinde
Seit 1772 war der Pastor des kleinen Kirchspiels gleichzeitig Küster und Lehrer. Zu seinem Lohn gehörten auch 5780 Ditten als Heizmaterial. Seit 1969 wird die Kirchengemeinde Gröde zusammen mit den Kirchen der Halligen Langeneß und Oland von dem Langeneß lebenden Pastor betreut.

## Trivia
In der Zeitschrift Die Gartenlaube von 1874 wird berichtet: Nicht leicht läßt sich etwas Schreckhafteres denken, als eine Sturmnacht auf einer kleinen Erdscholle mitten in der See, wenn schäumende Wogen die Mauern durchbrechen und die Bewohner im Giebel des Hauses Schutz suchen müssen. Und damit auch das Schauerliche dem Schreckensvollen nicht fehle, so erzählt man aus der Mitte des vorigen Jahrhunderts von dem Pastorat der Hallig Gröde, daß damals eine Sturmfluth die Särge aus den Gräbern riß; sie stießen mit den Wogen gegen die Wände des Hauses und drangen in’s Zimmer. „So kamen im Geheule des Sturmes die Todten, um die Lebenden zu rufen“.